# Stenopogon marikovskii
Stenopogon marikovskii là một loài ruồi trong họ Asilidae. Stenopogon marikovskii được Lehr miêu tả năm 1963. Loài này phân bố ở vùng Cổ Bắc giới.